# 보일러 룸 (영화)
《보일러 룸》(영어: Boiler Room)은 2000년 개봉한 미국의 범죄 드라마 영화이다.

## 줄거리
19세 퀸스 칼리지 중퇴생 세스 데이비스는 학교 근처에서 불법 카지노를 운영하며 돈을 벌지만 뉴욕 연방 판사인 아버지 마티에게는 실망스러운 존재이다.
어느 날 사촌 애덤을 통해 만난 부유한 사업가 그레그 와인스틴의 제안으로 세스는 J. T. 말린이라는 종합 증권 회사에 들어가게 된다. 집단 면접에서 공동 창업자인 짐 영은 세스에게 돈을 벌 수 있는 기회를 약속한다. 주식 중개인으로서 전화 영업으로 주식을 판매하는 방법을 배운 세스는 빠르게 돈을 벌고 아버지의 인정을 받는다. 한편 그레그의 전 여자친구인 비서 애비 핼퍼트와 연애를 시작한다.
그러나 세스는 J. T. 말린이 증권 사기를 저지르고 있다는 걸 알게 된다. J. T. 말린은 만료가 되었거나 유령인 회사의 주식, 투기성 저가주에 인위적인 수요를 형성해 주가를 끌어올린 뒤 이를 고점에서 적법한 주식과 바꿔치기를 해 막대한 이익을 챙기는 수법을 쓰고 있었으며, 이에 걸려든 투자자들은 이후 주가가 하락했을 때 주식을 팔 길이 없어 투자금을 잃게 된다. 연방수사국(FBI)은 J. T. 말린을 수사하며 세스를 정보원으로 포섭하려 한다.
세스는 해리 레이나드라는 고객에게 사기를 친 뒤 죄책감에 시달리다가 회사를 망가뜨리기로 결심한다. 마티는 J. T. 말린의 실체를 알고 세스를 외면하지만 세스는 마티에게 인정을 받고자 했던 행동이었음을 설명하며 함께 회사를 무너뜨릴 계획을 세운다. 세스와 마티는 피해자들을 돕기 위해 기업 공개 수법으로 J. T. 말린의 자금을 빼돌리려 하지만 FBI는 그들의 계획을 알고 있었고, 증권거래위원회 규정을 어긴 죄로 세스는 FBI에 체포된다. FBI는 세스에게 회사를 상대로 불리한 증언을 하는 조건으로 면책 특권을 제안하고 마티를 들먹이며 세스를 압박한다. 세스는 마티가 풀려나는 조건으로 회사의 불법 행위를 증언하고 증거를 제공하기로 한다.
세스는 다음 날 회사로 돌아가 플로피 디스크에 투자 파일을 저장한다. 또한 해리에게 투자금을 돌려주기 위해 회사 창업자에게 해리가 매우 중요한 투자자인 것처럼 속여 신규 상장 회사 주식 정보를 얻어내고, 선임 브로커에게 회사가 곧 무너질 상황임을 알려 해리가 주식을 팔 수 있도록 돕고, FBI의 급습이 시작되기 전에 회사를 떠난다. 마지막 장면에서 이제 J. T. 말린과의 관계가 끝난 세스는 인생을 어떻게 해야 할지 고민하며 차를 몰고 떠나고, 뒤이어 FBI가 회사를 급습한다.

## 출연
- 지어바니 리비시 - 세스 데이비스 역
- 빈 디젤 - 크리스 배릭 역
- 니아 롱 - 애비 핼퍼트 역
- 니키 캣 - 그레그 와인스틴 역
- 스콧 칸 - 리치 오플래어티 역
- 론 리프킨 - 마티 데이비스 판사 역
- 제이미 케네디 - 애덤 역
- 테일러 니컬스 - 해리 레이나드 역
- 빌 세이지 - FBI 요원 데이비드 드루 역
- 톰 에버렛 스콧 - 마이클 브랜틀리 역
- 벤 애플렉 - 짐 영 역
- 마크 웨버 - 학생 역
- 크리스토퍼 피츠제럴드 - 학생 역
- 존 에이브럼스 - 제프 역
- 윌 매코맥 - 마이크 역
- 앤슨 마운트 - 브로커 역
- 커크 아서베이도 - 브로커 역
- 피터 멀로니 - 제이컵스 의사 역
- 셔반 팰런 - 미셸 역

## 우리말 녹음
KBS 성우진
- 정훈석 - 세스(지어바니 리비시)
- 김환진 - 그레그(니키 캣)
- 김영민 - 크리스(빈 디젤)
- 구자형 - 짐 영(벤 애플렉)
- 오길경 - 애비(니아 롱)
- 정기항 - 마티(론 리프킨)
- 양지운 -
- 유명숙
- 정옥주
- 박규웅
- 김수중
- 김관진
- 이원준
- 정현경
- 양석정
- 윤세웅